# Webdriver Torso

전형적인 Webdriver Torso의 영상 사진. 텍스트 및 사각형 모서리에서 품질 저하가 나타난 것을 볼 수 있다.

Webdriver Torso는 파란색, 빨간색 사각형으로 구성된 11초짜리 영상을 대부분 업로드하는 유튜브 계정이다. 2023년 5월 14일 기준 62만 개의 영상이 업로드되어 있으며, 22만 명 이상이 이 채널을 구독하고 있다. 초기에는 이 계정의 목적에 대해 여러 추측이 있었지만, 유튜브 측에서는 이 계정을 유튜브 내부 테스트를 위해 만들었다고 밝혔다. 또한 구글의 테스트용 계정이기도 하다.

## 콘텐츠

### 전형적인 영상
업로드된 영상은 대부분 1~20분짜리로 천차만별이지만 1시간 이상의 영상은 거의 없다. 대부분은 11초 길이이며, 1분, 5분, 25분 길이의 영상도 종종 발견된다. 모든 영상은 슬라이드 쇼로 구성되어 있다. 11초 길이의 영상은 9개 슬라이드로 구성되어 있다. 각 슬라이드는 1초 길이이며, 흰색 배경에 하나는 빨강, 하나는 파랑인 사각형이 있다. 슬라이드마다 이 사각형의 크기, 모양, 위치는 계속 바뀐다. 두 사각형이 겹칠 경우 빨강 사각형이 항상 파랑 사각형 위에 나타나며 드문 경우 빨간색 사각형이 파란색 사각형 위에 완전히 겹친다. 각 슬라이드가 나올 때 임의의 컴퓨터 모노톤 소리가 들린다. 각 비디오 영상의 왼쪽 하단 모서리에는 "aqua.flv - slide (네 자리 숫자)"이 적혀 있다. 초기 영상은 "aqua"라는 제목만 붙여 있었으나 이후 "tmp" 와 랜덤한 문자가 붙여 있는 것으로 바뀌었다.

### 특이한 영상
이 채널에는 3가지 특이한 영상이 있다. 첫 번째는 "tmpRkRl85"라는 이름의 영상으로 영상이 나온지 대략 2.5초 후 빨간 사각형이 릭 애스틀리(릭롤링)이 춤추는 실루엣으로 바뀐다. "00014"라는 이름의 영상은 조명으로 밝게 빛나는 에펠탑을 찍은 파리의 영상이다. 영상 마지막에는 카메라가 밑으로 내려가면서 수 프레임동안 "Webdriver Torso"의 페이스북 페이지가 비치는 것을 볼 수 있다. 마지막 영상은 "0.455442373793"이라는 영상으로 오직 프랑스에서만 시청 가능하며, 시청에 대략 1.99유로가 필요하며 프랑스에서 발급한 신용카드로만 지불할 수 있다. 이 영상은 미국의 성인 만화 Aqua Teen Hunger Force의 한 에피소드를 볼 수 있다.

### 비슷한 채널
또 다른 유튜브 채널인 "Webdriver YPP", "Ekaterina Basic",, "Webdriver IVPE"들이 비슷한 영상을 업로드하고 있다.
"Webdriver YPP"가 업로드하는 영상에는 영상 설명에 "Jim knows about the glass"이나 "Contact his highness and ask about the pen"와 같은 임의의 문구가 붙은 채로 업로드되는 경우가 종종 있다.

## 추측
유튜브 측에서 테스트 채널임을 밝힐 때까지, 이 영상과 영상을 업로드하는 계정에 대해 몇 가지 추측이 있었다.

### 가설
이 채널에 대해서 스파이 메시지가 있다라든지, 외계 생물의 메시지라든지 건설 계획이 대한 메시지를 보낸다라는 여러 추측이 존재했다.

### "Matei" 추측
"00014" 영상에서 Webdriver Torso는 "Matei is highly intelligent"라는 댓글을 달았다. 여기서 언급한 "Matei"가 무엇인지는 알 수 없다. 이 Matei에는 Basarab Matei, Matei Mancas, Matei Gruber, and Matei Ciocarlie로 추측하고 있다.

### Cicada 3301 추측
"Matei" 댓글에서 "highly intelligent"라는 말을 사용하고 고도의 암호로 보이는 영상을 업로드한다는 점에서 Webdriver Torso이 Cicada 3301의 퍼즐 중 하나라고 생각하는 의견도 존재한다. Cicada 3301은 과거에 채용 시험 문제를 내면서 "highly intelligent individuals."라는 말을 사용한적이 있다.

## 이스터 에그

구글 Webdriver Torso 로고

구글이나 유튜브 홈페이지에서 "webdriver torso"를 검색할 경우, 구글 로고와 유튜브 홈페이지 검색 결과의 모습이 Webdriver Torso 비디오로 바뀐다.

## 같이 보기
- 테스트 패턴